# Rechelsiepen
Rechelsiepen ist eine Hofschaft der Stadt Radevormwald im Oberbergischen Kreis im nordrhein-westfälischen Regierungsbezirk Köln in Deutschland.

## Lage und Beschreibung

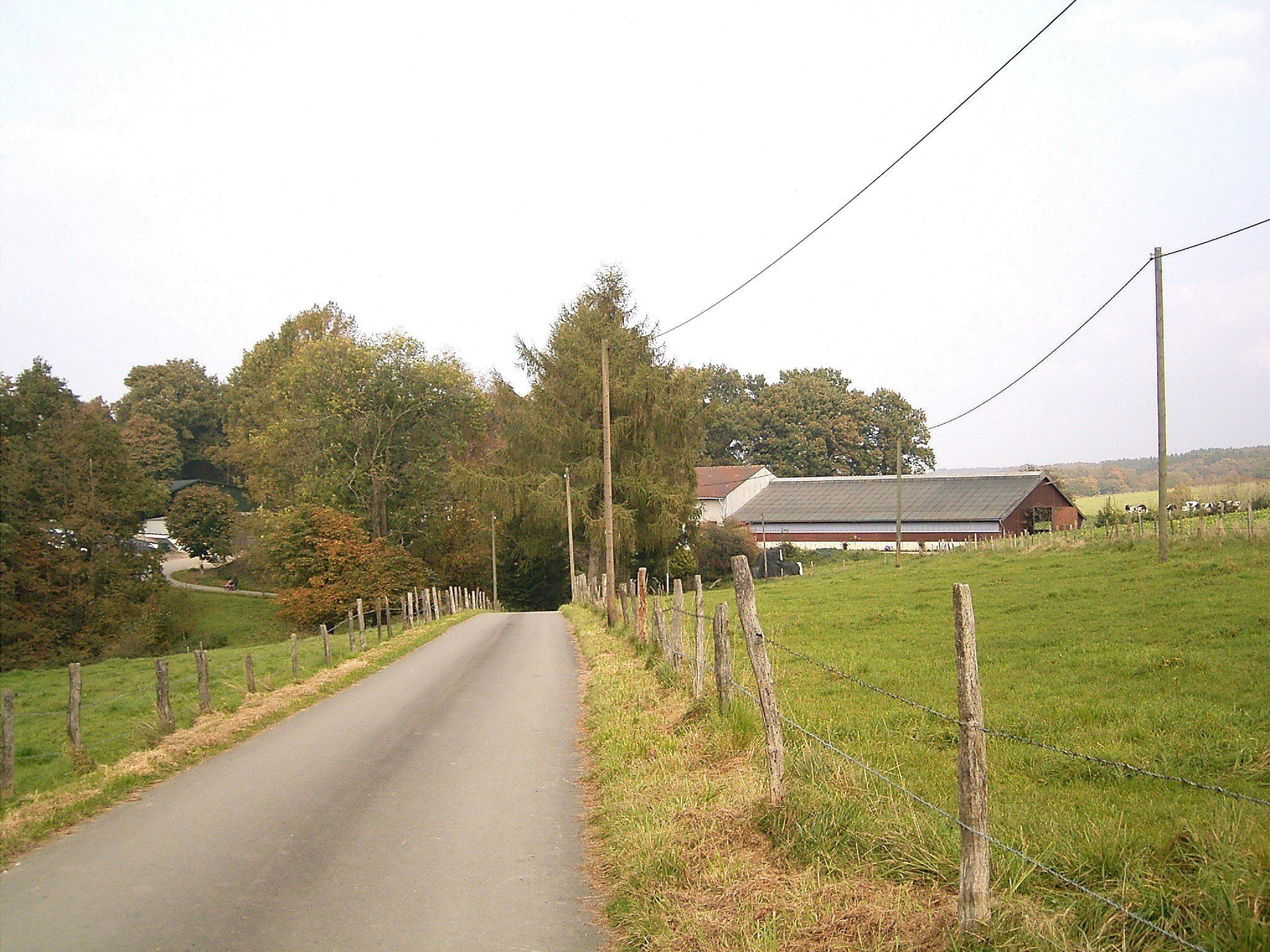
Die Hofschaft Rechelsiepen

Rechelsiepen liegt westlich von Radevormwald. Nachbarorte sind Lorenzhaus, Krebsöge, Krebsögersteg, Oberdahlhausen und Herbeck.
Am westlichen Ortsrand entspringt der in die Wupper mündende Rechelsiepen.
Politisch wird der Ort durch den Direktkandidaten des Wahlbezirks 130 im Rat der Stadt Radevormwald vertreten.

## Geschichte
1514 nennen erstmals Kirchenrechnungen der reformierten Kirchengemeinde Radevormwald den Ort „Rechtelsypen“. 1715 wird der Hof auf der Topographia Ducatus Montani als „Riggelsiepen“ bezeichnet. In der historischen Karte Topographische Aufnahme der Rheinlande von 1825 lautet die Ortsbezeichnung „Rechelssiepen“.